# NGC 3702
NGC 3702 é uma galáxia espiral (Sa) localizada na direcção da constelação de Crater. Possui uma declinação de -08° 51' 44" e uma ascensão recta de 11 horas, 30 minutos e 13,4 segundos.
A galáxia NGC 3702 foi descoberta em 1886 por Frank Leavenworth.